# Chemilly-sur-Serein
Chemilly-sur-Serein är en kommun i departementet Yonne i regionen Bourgogne-Franche-Comté i norra Frankrike. Kommunen ligger i kantonen Chablis som tillhör arrondissementet Auxerre. År 2022 hade Chemilly-sur-Serein 134 invånare.

## Befolkningsutveckling
Antalet invånare i kommunen Chemilly-sur-Serein
| Referens: INSEE |